# Niños Héroes

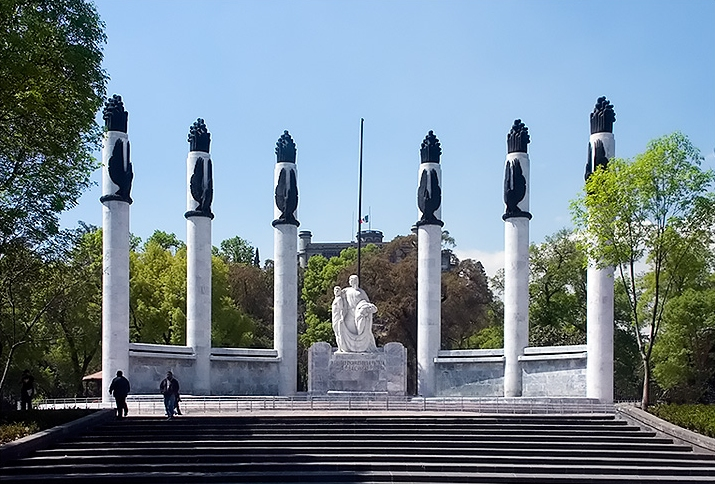
Het monument voor de Niños Héroes in Chapultepec

De Niños Héroes ('Heldenkinderen') waren zes jonge cadetten die in september 1847 omkwamen tijdens de verdediging van Chapultepec in de Slag bij Chapultepec tijdens de Amerikaans-Mexicaanse Oorlog tussen 1846 en 1848.
Hun officieren Nicolás Bravo en José Mariano Monterde hadden hun opdracht gegeven zich terug te trekken, maar ze besloten te blijven om Chapultepec tot de laatste snik te verdedigen. Ze kwamen daarbij allemaal om. Volgens de legende wikkelde de laatste overlevende zich in de Mexicaanse vlag en sprong van het dak, om te voorkomen dat hij in handen zou vallen van Amerikaanse troepen. Na hun dood werden ze op een onbekende plek begraven. In 1947 werden hun lichamen herontdekt, en werden ze bijgezet in hun monument in Chapultepec.
Rond de Niños Héroes heeft een enorme mythevorming plaatsgevonden, waardoor weinig met zekerheid bekend is. Kwade tongen beweren dat zij gedrogeerd waren ten tijde van het gevecht. Sommige historici twijfelen zelfs aan hun bestaan, en denken dat het een propagandaverhaal was om de Mexicanen na de desastreus verlopen oorlog tegen de Verenigde Staten tenminste nog een wapenfeit te geven om trots op te zijn. Tal van straten in Mexico zijn naar hen genoemd en ze zijn afgebeeld op het biljet van MXP $5000 en de munt van MXN $50 (allebei geldig van 1982 tot 1993).
Hun namen waren:
- Juan de la Barrera (geboren 1828, Mexico-Stad). Barrera was met 19 jaar de oudste.
- Juan Escutia (1828/32, Tepic)
- Francisco Márquez (1834, Guadalajara). Márquez was de jongste.
- Agustín Melgar (1828/32, Chihuahua)
- Fernando Montes de Oca (1828/32, Azcapotzalco). Montes de Oca was waarschijnlijk degene die zich in de vlag wikkelde.
- Vicente Suárez (1833, Puebla)